# Gottfried Fuchs
Gottfried Erik Fuchs (ur. 3 maja 1889 w Karlsruhe, zm. 25 lutego 1972 w Westmount) – niemiecki piłkarz pochodzenia żydowskiego, który występował na pozycji napastnika.  W swojej karierze grał w klubach: Düsseldorfer SC 1899 i Karlsruher FV. W latach 1911–1913 reprezentant Niemiec.
Podczas Igrzysk Olimpijskich 1912 w Szwecji wsławił się rekordowym strzeleniem 10 goli w wygranym 16:0 meczu z reprezentacją Rosji. Z klubem wygrał w 1910 roku mistrzostwo Niemiec. Grał m.in. z Juliusem Hirschem i Fritzem Fördererem.
W 1937 opuścił Niemcy i wyemigrował do Kanady. Zmarł w Westmount w 1972.